# Tratatul de la Meerssen

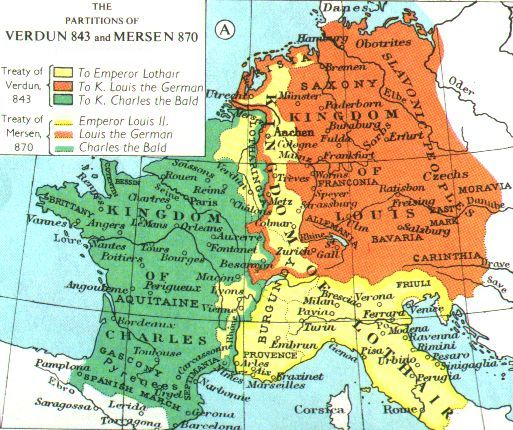
Harta rezultată, după tratatul de la Meersen

Tratatul de la Meerssen din 870 d.Hr. a constituit o înțelegere asupra împărțirii Lotharingiei de către fiii supraviețuiori ai lui Ludovic cel Pios: Carol cel Pleșuv al Franciei Apusene (Franța de mai târziu) și Ludovic Germanul al Franciei Răsăritene (Germania de mai târziu), semnat în orașul Meerssen, astăzi situat în Olanda. Ludovic al II-lea, având sprijinul papei Adrian al II-lea a pretins o parte din moștenire, dar nu i s-a acordat nimic. Tratatul a înlocuit Tratatul de la Verdun.
Regatul Lotharingiei a fost împărțit, întâi, între Carol cel Pleșuv și Ludovic Germanul în 869, după moartea nepotului lor, Lothar al II-lea⁠(d), rege al Lotharingiei. Nordul Lotharingiei se afla sub controlul vikingilor danezi și a fost împărțit doar formal, pe hârtie.